# Agaristodes
Agaristodes là một chi bướm đêm thuộc họ Noctuidae.

## Các loài
- Agaristodes feisthamelii Herrich-Schäffer, [1853]